# Marueño (Ponce)
Marueño es un barrio ubicado en el municipio de Ponce en el estado libre asociado de Puerto Rico. En el Censo de 2010 tenía una población de 1692 habitantes y una densidad poblacional de 155,17 personas por km².

## Geografía
Marueño se encuentra ubicado en las coordenadas 18°4′55″N 66°40′5″O / 18.08194, -66.66806. Según la Oficina del Censo de los Estados Unidos, Marueño tiene una superficie total de 10.9 km², que corresponden a tierra firme.

## Demografía
Según el censo de 2010, había 1692 personas residiendo en Marueño. La densidad de población era de 155,17 hab./km². De los 1692 habitantes, Marueño estaba compuesto por el 88.53% blancos, el 3.84% eran afroamericanos, el 0.12% eran amerindios, el 0.18% eran asiáticos, el 3.84% eran de otras razas y el 3.49% pertenecían a dos o más razas. Del total de la población el 99.35% eran hispanos o latinos de cualquier raza.